# 5829 Ishidagoro
5829 Ishidagoro este un asteroid din centura principală de asteroizi.

## Descriere
5829 Ishidagoro este un asteroid din centura principală de asteroizi. A fost descoperit pe 11 februarie 1991 la Kiyosato de Satoru Ōtomo și Osamu Muramatsu. Asteroidul prezintă o orbită caracterizată de o semiaxă mare de 2,22 ua, o excentricitate de 0,09 și o înclinație de 5,8° în raport cu ecliptica.